# Ballyshannon
Ballyshannon (Iers: Béal Átha Seanaidh) is een plaats in het Ierse graafschap Donegal. De plaats telt 2.200 inwoners. Ze ligt aan de rivier de Erne, die ten westen van Ballyshannon doorheen een zandige estuarium uitmondt in de Atlantische Oceaan.

## Geboren in Ballyshannon
- Rory Gallagher (1948-1995), blues-rockgitarist en zanger (zie ook Taste)

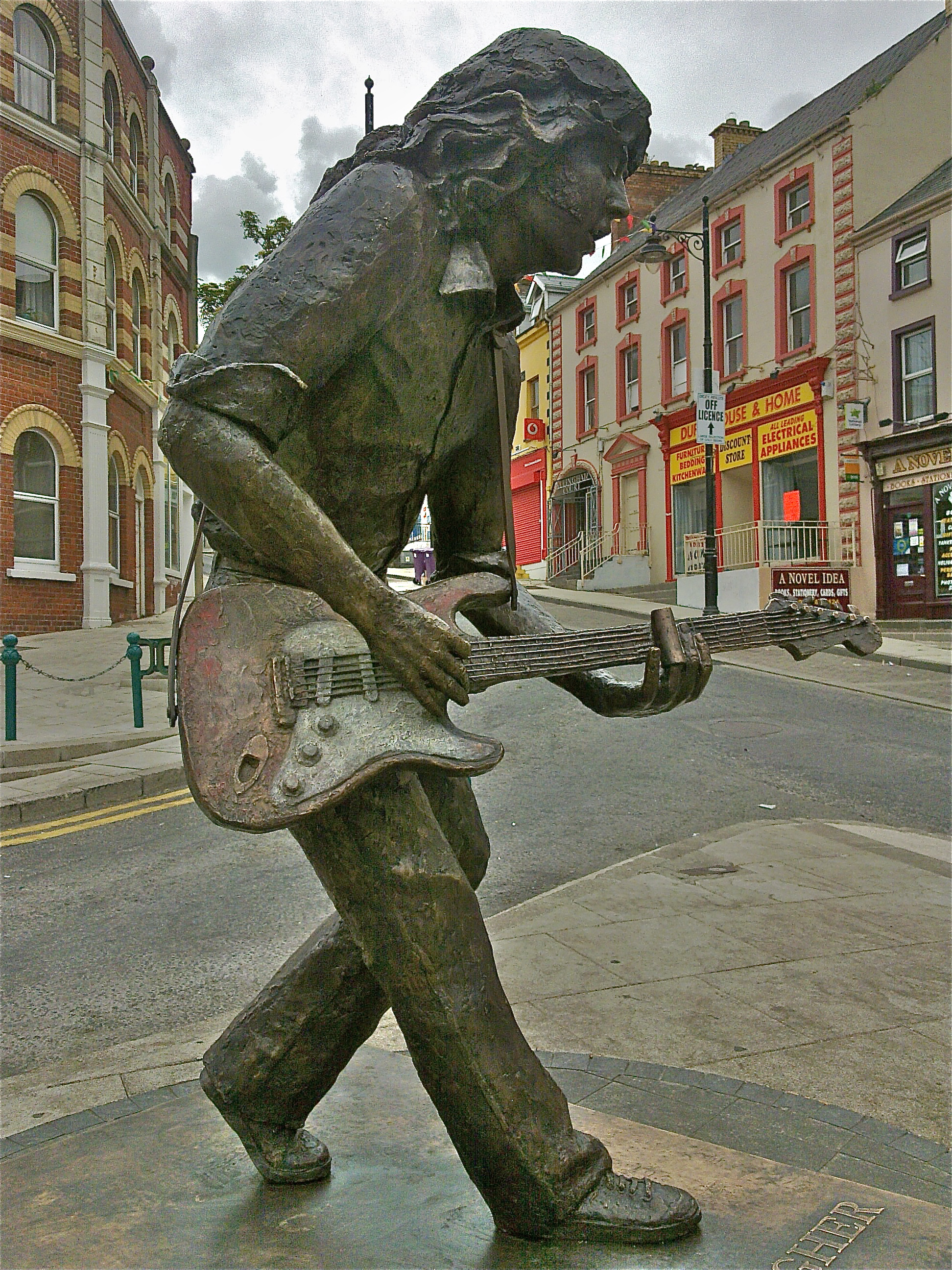
standbeeld van Rory Gallagher in Ballyshannon